# Hammer Film Productions
La Hammer Film Productions è una casa di produzione cinematografica britannica.
Fondata il 18 gennaio 1949 dalle ceneri di una precedente compagnia (la Hammer Productions Limited, nata nel 1934 e fallita nel 1937), la casa è famosa per la serie di film horror prodotti dalla fine degli anni cinquanta fino agli anni settanta. La Hammer ha prodotto anche thriller, commedie, film avventurosi e di fantascienza, noir e serie tv. Durante gli anni sessanta-settanta, grazie all'utilizzo della "formula Hammer", la casa riuscì a rendere famoso l'horror in tutto il mondo. La casa cinematografica ha cessato la produzione di film alla fine degli anni settanta, riprendendola nel 2008 in seguito a un cambio di proprietà.

## Storia

### La Hammer Productions Limited e la Exclusive Films (1934-1937)
Nel novembre del 1934 William Hinds, un uomo d'affari nato nel 1887 (erede della più grande catena di gioiellerie della Gran Bretagna, gestore di teatri, hotel e attivo nello show business), fonda la "Hammer Productions Limited", con base a Imperial House in Regent Street, Londra. Il nome della casa deriva dal nome d'arte che William Hinds usava per i suoi spettacoli vaudeville: Will Hammer.
Nel 1935 esce il primo film Hammer: The Public Life of Henry the Ninth, commedia su misura per il comico radiofonico Leonard Henry prodotta negli studi MGM/ATP di Ealing per la regia di Bernard Mainwaring. Nel frattempo William Hinds incontra Enrique Carerras, un emigrato spagnolo nato nel 1880 col quale, nel maggio 1935, fonda una compagnia distributrice di film: la Exclusive Films (i cui uffici sono situati a Wardour Street).
La Hammer produsse altri quattro film, tra cui The Mistery of the Mary Celeste con Bela Lugosi, tutti distribuiti dalla Exclusive.
Un crollo delle industrie di film britannici portò la Hammer in bancarotta e la compagnia dovette chiudere nel 1937. La Exclusive Film sopravvisse ed il 20 luglio 1937 acquistò i civici 113-117 di Wardour Street e continuò a distribuire film per altre compagnie cinematografiche. Nel biennio 1938-1939, inoltre, la società accoglie i figli di Enrique e William, James Carreras, nato nel 1909, e Anthony Hinds, nato nel 1922.

### La nascita della Hammer Film Productions (1946-1955)
Allo scoppio della Seconda guerra mondiale, Anthony e James si arruolarono nell'esercito e la Exclusive continuò ad operare con capacità limitate. Nel 1946 i due fanno ritorno e, di fatto, assumono il controllo della società, producendo alcuni corti, medio e lungometraggi come Crime Reporter e River Patrol.
Ma è lo straordinario successo di Dick Barton Special Agent (diretto da Alfred Goulding e interpretato da Don Stannard) a suggerire a Carreras e Hinds di fondare una società esclusivamente votata alla produzione, riassegnando alla Exclusive i soli compiti distributivi. La Hammer Film Productions nasce il 18 gennaio 1949 (e viene registrata il successivo 12 febbraio) con uffici al quinto piano di Wardour Street (113-117), nell'edificio già battezzato Hammer House.
Pur completato in anticipo sulla rinascita della Hammer, The Case of the Missing Heiress di Godfrey Grayson è ritenuto per convenzione il primo lungometraggio Hammer Films. Seguono una serie di produzioni ispirate a fortunati serial radiofonici (The Man in Black, Roon to Let e molti altri), mentre con Cloudburst, del 1951, si apre ufficialmente la fase delle co-produzioni con gli Stati Uniti, dedicata principalmente a film noir. Nella prima metà degli anni cinquanta, inoltre, grazie all'apporto di Terence Fisher, che aveva esordito con la Hammer nel 1952 per la regia dei tre noir Esca per uomini, Nick non sparare e Volto rubato, vennero prodotte le prime incursioni nel cinema di fantascienza, Four Sided Triangle e Viaggio nell'interspazio (Spaceways), entrambi del 1953, che riscossero un certo successo.

### La nascita della Hammer Horror (1955-1959)
Il primo significativo esperimento della Hammer con il genere horror avvenne nel 1955 con il film L'astronave atomica del dottor Quatermass (The Quatermass Xperiment), un fanta-horror diretto da Val Guest ispirato alla serie televisiva omonima, primo di una serie di tre film. Dopo I vampiri dello spazio, la Hammer iniziò la lavorazione di La maschera di Frankenstein con Christopher Lee  e Peter Cushing.
Il grande successo del film, spinse la casa a girarne una serie di sequel.
Nel 1958 venne girato Dracula il vampiro e nel 1959 La mummia, altri due film che otterranno grande successo spingendo la Hammer a crearne numerosi seguiti.
Tra cui, quelli dedicati al vampirismo:
- Le spose di Dracula (The Brides Of Dracula), regia di Terence Fisher (1960) - David Peel come il Barone Meinster, discepolo di Dracula, Peter Cushing come Van Helsing.
- Il mistero del castello (The Kiss of the Vampire), regia di Don Sharp (1963) - Noel Willman come Dr. Ravna, seguace del culto del vampirismo, Clifford Evans come Professor Zimmer (probabile sostituto di Van Helsing).
- La regina dei vampiri (Vampire Circus), regia di Robert Young (1972).
- La leggenda dei 7 vampiri d'oro (The Legend of the 7 Golden Vampires), regia di Roy Ward Baker (1974) - John Forbes-Robertson come Dracula, Peter Cushing[4] come Van Helsing.

### Le nuove richieste (anni '70)
Negli anni '70 dopo Barbara il mostro di Londra, in cui per la prima volta l'archetipo del dottor Jekyll si trasforma in una donna (sister Hyde), le richieste di film horror da parte del pubblico divennero più sofisticate anche a causa dell'uscita di horror d'autore come Rosemary's Baby. La Hammer tentò di modernizzare le storie gotiche dei propri film realizzando 1972: Dracula colpisce ancora! e I satanici riti di Dracula, film in cui il conte vampiro si aggira per una Londra moderna, ma che non riscossero successo.
Poiché i film degli anni '60 mostravano scene di violenza e di sesso, la Hammer cercò di adattarsi realizzando la "trilogia dei Karnstein" basata sul racconto di J. Sheridan Le Fanu: Carmilla.

### La trilogia dei Karnstein
- Vampiri amanti (The Vampire Lovers) (1970)
- Mircalla, l'amante immortale (Lust for a Vampire) (1971)
- Le figlie di Dracula (Twins of Evil) (1971)

Questi tre film sono completamente fuori dai tradizionali canoni della Hammer in quanto contenenti numerose scene di lesbismo. Lo scarso successo di questi film sembrava essere il presagio di quello che sarebbe accaduto di lì a poco.

### Gli ultimi anni (1970-1979)
Alla fine degli anni'70 la Hammer fece sempre meno film e tentò di smettere con gli horror gotici ormai fuori moda sui quali lo studio aveva costruito la propria reputazione. Nel 1974, insieme agli Shaw Brothers di Hong Kong, la Hammer produce La leggenda dei sette vampiri d'oro che combina l'horror gotico alle arti marziali. Tuttavia la cosa non funzionò.
Nel 1979 la Hammer realizzò il film Il mistero della signora scomparsa, remake di La signora scompare di Alfred Hitchcock. Il film, benché di pregevole fattura e ricco d'azione, non raccolse il successo sperato e la Hammer finì in bancarotta.

### Serie televisive (1980-1984)
Nei primi anni '80 la Hammer Films realizzò una serie tv di 13 episodi: la Hammer House of Horror. Nel 1984 venne prodotta una seconda serie tv, anch'essa di 13 episodi: la Hammer House of Mystery and Suspense. Quella fu l'ultima produzione targata Hammer.

### Le nuove produzioni (2007-oggi)
Dopo più di venti anni di inattività, la Hammer ha realizzato una nuova serie tv Beyond the Rave, pubblicata per la prima volta su Internet. Nel corso del 2009 sono stati girati due film: The Resident, che vede la partecipazione di Christopher Lee e Hilary Swank, e Blood Story, rifacimento del film svedese Lasciami entrare.
Per il futuro, Simon Oakes, amministratore delegato della società, ha spiegato che sono in fase di studio diversi rifacimenti di alcuni film iconici della Hammer che segnarono il cinema dell'orrore del periodo anni '50-'60. Oakes tenne a precisare come i nuovi film non sarebbero stati dei rifacimenti veri e propri, ma piuttosto «delle reinterpretazioni di questi personaggi storici», accennando al fatto della presenza di materiale su cui partire per un nuovo film di Capitan Kronos - Cacciatore di vampiri.
La Hammer è tornata al cinema nel 2012 con The Woman in Black, con protagonista Daniel Radcliffe. Il film ha incassato ben 127.700.000 dollari in tutto il mondo, superando di gran lunga le aspettative e diventando l'horror britannico di maggior successo degli ultimi 20 anni. In Italia il film ha incassato 797.000 euro.Nell'aprile del 2012 è stato annunciato il seguito dal titolo: L'angelo della morte (The Woman in Black: Angels of Death) uscito poi nel 2014. Nel 2014 esce anche Le origini del male (The Quiet Ones) diretto da John Pogue.

## Le Serie

### Frankenstein
- La maschera di Frankenstein (The Curse of Frankenstein), regia di Terence Fisher (1957) - Peter Cushing è Victor Frankenstein e Christopher Lee "La creatura"
- La vendetta di Frankenstein (The Revenge of Frankenstein), regia di Terence Fisher (1958) - Peter Cushing è Victor Frankenstein (Dr. Victor Stein per copertura) e Michael Gwynn è Karl la nuova "La creatura"
- La rivolta di Frankenstein (The Evil of Frankenstein), regia di Freddie Francis (1964) - Peter Cushing è Victor Frankenstein e Kiwi Kingston "La creatura"
- La maledizione dei Frankenstein (Frankenstein Created Woman), regia di Terence Fisher (1967) - Peter Cushing è Victor Frankenstein
- Distruggete Frankenstein! (Frankenstein Must Be Destroyed), regia di Terence Fisher (1969) - Peter Cushing è Victor Frankenstein
- Gli orrori di Frankenstein (The Horror of Frankenstein), regia di Jimmy Sangster (1970) - Ralph Bates / George Belbin interpretano Victor Frankenstein
- Frankenstein e il mostro dell'inferno (Frankenstein and the Monster from Hell), regia di Terence Fisher (1974) - Peter Cushing è Victor Frankenstein e David Prowse "La creatura"

### Dracula
- Dracula il vampiro (Dracula), regia di Terence Fisher (1958) - Christopher Lee come Dracula, Peter Cushing come Van Helsing
- Le spose di Dracula (Brides of Dracula), regia di Terence Fisher (1960) - David Peel come barone Meinster, Peter Cushing come Van Helsing
- Dracula, principe delle tenebre (Dracula: Prince of Darkness), regia di Terence Fisher (1966) - Christopher Lee come Dracula
- Le amanti di Dracula (Dracula Has Risen from the Grave), regia di Freddie Francis (1968) - Christopher Lee come Dracula
- Una messa per Dracula (Taste the Blood of Dracula), regia di Peter Sasdy (1970) - Christopher Lee come Dracula
- Il marchio di Dracula (Scars of Dracula), regia di Roy Ward Baker (1970) - Christopher Lee come Dracula
- 1972: Dracula colpisce ancora! (Dracula AD 1972), regia di Alan Gibson (1972) - Christopher Lee come Dracula, Peter Cushing come Van Helsing
- I satanici riti di Dracula (The Satanic Rites of Dracula), regia di Alan Gibson (1974) - Christopher Lee come Dracula, Peter Cushing[6] come Van Helsing

### La mummia
- La mummia (The Mummy), regia di Terence Fisher (1959)
- Il mistero della mummia (The Curse of the Mummy's Tomb), regia di Michael Carreras (1964)
- Il sudario della mummia (The Mummy's Shroud), regia di John Gilling (1967)
- Exorcismus - Cleo, la dea dell'amore (Blood from the Mummy's Tomb), regia di Seth Holt e Michael Carreras (1971)

### Dottor Jekyll e Mister Hyde
- The Ugly Duckling, Lance Comfort (1959)
- Il mostro di Londra (The Two Faces of Dr. Jekyll), regia di Terence Fisher (1960)
- Barbara, il mostro di Londra (Dr. Jekyll and Sister Hyde), regia di Roy Ward Baker (1971)

## Registi della Hammer
- Michael Carreras
- Terence Fisher
- Freddie Francis
- Jimmy Sangster
- Peter Sasdy
- Roy Ward Baker
- John Gilling
- John Hough
- Don Chaffey

## Attori della Hammer
- Christopher Lee (7 volte Dracula)
- Peter Cushing (6 volte Viktor Frankenstein e 5 volte Abraham Van Helsing)
- Ralph Bates
- Oliver Reed
- Madeleine e Mary Collinson
- Shane Briant
- Veronica Carlson
- Andrew Keir
- Miles Malleson
- Francis Matthews
- André Morell
- Ingrid Pitt
- Michael Ripper
- Barbara Shelley
- Daniel Radcliffe
- Hilary Swank